# Cneoranidea maculata
Cneoranidea maculata es una especie de  coleóptero de la familia Chrysomelidae.
Fue descrita científicamente en 1989 por Kimoto.